# NGC 5085
NGC 5085 је спирална галаксија у сазвежђу Хидра која се налази на NGC листи објеката дубоког неба.
Деклинација објекта је - 24° 26' 25" а ректасцензија 13h 20m 17,5s. Привидна величина (магнитуда) објекта NGC 5085 износи 11,7 а фотографска магнитуда 12,4. Налази се на удаљености од 28,9000 милиона парсека од Сунца. NGC 5085 је још познат и под ознакама ESO 508-50, MCG -4-32-5, UGCA 349, AM 1317-241, IRAS 13175-2410, PGC 46531.